# Ina-Linie
| Der neueste Triebzug 26 der Baureihe 2020 erreicht Kamonomiya Station (Dezember 2024) |                                |                                  |                                  |
| Streckenlänge: | 12,7 km                        |                                  |                                  |
| Stromsystem: | seitliche Stromschiene 600 V ~ |                                  |                                  |
| Maximale Neigung: | 59 ‰                           |                                  |                                  |
| Minimaler Radius: | 25 m                           |                                  |                                  |
| Streckengeschwindigkeit: | 60 km/h                        |                                  |                                  |
| Zugbeeinflussung: | ATC mit ACR                    |                                  |                                  |
| Zweigleisigkeit: | Ōmiya – Maruyama               |                                  |                                  |
| |                                |                                  |                                  |
| Gesellschaft: | Saitama New Urban Transit      |                                  |                                  |
| Streckenverlauf |                                |                                  |                                  |
| \| \| \| Jōetsu-Shinkansen \| \| \| \| 12,7 \| Uchijuku 内宿 \| 1990– \| \| \| 11,6 \| Hanuki 羽貫 \| Hanuki 羽貫 \| \| \| 10,5 \| Ina-Chūō 伊奈中央 \| Ina-Chūō 伊奈中央 \| \| \| 9,4 \| Shiku 志久 \| Shiku 志久 \| \| \| 8,2 \| Maruyama 丸山 \| Maruyama 丸山 \| \| \| \| Betriebswerk und Zugdepot \| \| \| \| \| Tōhoku-Shinkansen \| \| \| \| \| \| \| \| \| \| \| \| \| \| \| Haraichinuma-gawa 原市沼川 \| \| \| \| 7,2 \| Shōnan 沼南 \| Shōnan 沼南 \| \| \| 6,4 \| Haraichi 原市 \| Haraichi 原市 \| \| \| \| Higashi Omiya Bypass \| \| \| \| 5,6 \| Yoshinohara 吉野原 \| Yoshinohara 吉野原 \| \| \| 4,8 \| Komba 今羽 \| Komba 今羽 \| \| \| 4,0 \| Higashi-Miyahara 東宮原 \| Higashi-Miyahara 東宮原 \| \| \| 3,2 \| Kamonomiya 加茂宮 \| Kamonomiya 加茂宮 \| \| \| \| Kawagoe-Linie und Takasaki-Linie \| \| \| \| 1,5 \| Tetsudō-Hakubutsukan 鉄道博物館 \| Tetsudō-Hakubutsukan 鉄道博物館 \| \| \| \| \| \| \| \| 0,0 \| Ōmiya 大宮 Übergang zu und \| Ōmiya 大宮 Übergang zu und \| \| \| \| \| \| \| \| \| nach Tokio \| \| |                                |                                  |                                  |
| |                                | Jōetsu-Shinkansen                |                                  |
| U-Bahn-Kopfbahnhof Anfang Hochstrecke · Strecke | 12,7                           | Uchijuku 内宿                    | 1990–                            |
| U-Bahn-Haltepunkt / Haltestelle · Strecke | 11,6                           | Hanuki 羽貫                      | Hanuki 羽貫                      |
| U-Bahn-Haltepunkt / Haltestelle · Strecke | 10,5                           | Ina-Chūō 伊奈中央                | Ina-Chūō 伊奈中央                |
| U-Bahn-Haltepunkt / Haltestelle · Strecke | 9,4                            | Shiku 志久                       | Shiku 志久                       |
| U-Bahn-Bahnhof · Strecke | 8,2                            | Maruyama 丸山                    | Maruyama 丸山                    |
| U-Bahn-Abzweig geradeaus und nach links · Kreuzung mit U-Bahn · U-Bahn-Betriebs-/Güterbahnhof Streckenende und quer · Strecke nach halbrechts und von halblinks |                                | Betriebswerk und Zugdepot        | Betriebswerk und Zugdepot        |
| U-Bahn-Strecke · Strecke · Strecke nach halbrechts und von halblinks |                                | Tōhoku-Shinkansen                | Tōhoku-Shinkansen                |
| U-Bahn-Strecke · Abzweig geradeaus und von halblinks |                                |                                  |                                  |
| U-Bahn-Abzweig geradeaus und nach links · Kreuzung mit U-Bahn geradeaus oben · U-Bahn-Strecke von rechts |                                |                                  |                                  |
| |                                | Haraichinuma-gawa 原市沼川       |                                  |
| U-Bahn-Bahnhof · Strecke · U-Bahn-Bahnhof | 7,2                            | Shōnan 沼南                      | Shōnan 沼南                      |
| U-Bahn-Bahnhof · Strecke · U-Bahn-Bahnhof | 6,4                            | Haraichi 原市                    | Haraichi 原市                    |
| |                                | Higashi Omiya Bypass             |                                  |
| U-Bahn-Bahnhof · Strecke · U-Bahn-Bahnhof | 5,6                            | Yoshinohara 吉野原               | Yoshinohara 吉野原               |
| U-Bahn-Bahnhof · Strecke · U-Bahn-Bahnhof | 4,8                            | Komba 今羽                       | Komba 今羽                       |
| U-Bahn-Bahnhof · Strecke · U-Bahn-Bahnhof | 4,0                            | Higashi-Miyahara 東宮原          | Higashi-Miyahara 東宮原          |
| U-Bahn-Bahnhof · Strecke · U-Bahn-Bahnhof | 3,2                            | Kamonomiya 加茂宮                | Kamonomiya 加茂宮                |
| U-Bahn-Kreuzung mit Eisenbahn · Kreuzung · U-Bahn-Kreuzung mit Eisenbahn · Strecke von rechts |                                | Kawagoe-Linie und Takasaki-Linie | Kawagoe-Linie und Takasaki-Linie |
| U-Bahn-Bahnhof · Strecke · U-Bahn-Bahnhof · Strecke | 1,5                            | Tetsudō-Hakubutsukan 鉄道博物館  | Tetsudō-Hakubutsukan 鉄道博物館  |
| U-Bahn-Strecke von links · U-Bahn-Strecke nach rechts · Strecke · U-Bahn-Strecke · Strecke |                                |                                  |                                  |
| U-Bahn-Strecke nach links · U-Bahn-Bahnhof quer · Kreuzung mit U-Bahn geradeaus oben · U-Bahn-Strecke nach rechts · Strecke | 0,0                            | Ōmiya 大宮 Übergang zu und       | Ōmiya 大宮 Übergang zu und       |
| |                                |                                  |                                  |
| |                                | nach Tokio                       |                                  |

Die Ina-Linie (jap. 伊奈線, Ina-sen), auch als New Shuttle (ニューシャトル, Nyū Shatoru) bezeichnet, ist ein manuell gesteuerter, gummi-bereifter People Mover in der japanischen Präfektur Saitama in der Region Kantō im Großraum Tokio, der von der Bahngesellschaft Saitama New Urban Transit (SNUT) betrieben wird. Er führt über knapp 13 Kilometer und 13 Haltestellen vom Bahnhof Ōmiya nordwärts zur Endstation Uchijuku in Ina.

## Geschichte
Die Ina-Linie entstand als Folge der Proteste der Bevölkerung der Stadt Ina, die an der Verzweigung der Hochgeschwindigkeitsstrecken Tōhoku-Shinkansen nach Nordosten und Jōetsu-Shinkansen in nordwestlicher Richtung liegt, weil sie mehrheitlich dagegen war, dass die Trassen durch ihr Gebiet verlaufen. Sie beklagten sich, dass die Stadt durch die neuen Gleise geteilt und von Lärmbelästigung geplagt würde. Um die Bevölkerung zu besänftigen, wurden die Trassen umgeplant. Außerdem entstand die Ina-Linie als AGT-Lösung (Automated guideway transit) für das Gebiet nördlich des Bahnhofs Ōmiya, wo die potenzielle Nachfrage nicht groß genug war, um eine Schwerlaststrecke wirtschaftlich zu betreiben. Eine Schwerlaststrecke, die Saikyō-Linie, war hingegen die Lösung für das Gebiet südlich des Bahnhofs Ōmiya.
So wurde für die Erschließung der nördlichen Gebiete einschließlich der Stadt Ina zum 1. April 1980 die Betreibergesellschaft Saitama New Urban Transit Co., Ltd. (埼玉新都市交通株式会社, Saitama Shin Toshi Kōtsū Kabushiki-gaisha) gegründet und der Bau der Strecke begonnen. Am 22. Dezember 1983 wurde der Großteil der Strecke zwischen dem Bahnhof Ōmiya und Hanuki eröffnet, am 2. August 1990 folgte die nördliche Verlängerung von Hanuki bis zur neuen Endstation Uchijuku.
Am 14. Oktober 2007 wurde zur Eröffnung des Eisenbahnmuseums Saitama (jap. Tetsudō Hakubutsukan) die Haltestelle Ōnari in Tetsudō-Hakubutsukan umbenannt.
Im Dezember 2024 wurde ein sechstes Fahrzeug der Baureihe 2020 als Ergänzung des Wagenparks von fünf Fahrzeugen, die zwischen 2015 und 2020 in Betrieb genommen wurden, von Mitsubishi Heavy Industries ausgeliefert, um die Taktzeiten auf der Ina-Linie zu verdichten.

## Strecke
Die Ina-Linie ist eine als Hochbahn errichtete Strecke, die 12,7 Kilometer lang und mit 600 Volt Wechselspannung elektrifiziert ist. Zweigleisig ausgebaut ist der 8,2 Kilometer lange Abschnitt zwischen Ōmiya und Maruyama entlang der Shinkansen-Strecke, wobei jeweils ein Gleis westlich bzw. östlich der Hochgeschwindigkeitstrasse geführt wird. Der nördliche Linienteil ist eingleisig, wobei alle vier Haltestellen zu Kreuzungsbahnhöfen ausgebaut sind. Die Höchstgeschwindigkeit ist auf 60 km/h begrenzt, die maximale Neigung beträgt 59 Promille und der minimale Kurvenradius 25 Meter.

### Liste der Bahnhöfe
| Nummer | Name                              | km   | Anschlüsse             |
| ------ | --------------------------------- | ---- | ---------------------- |
|        | Ōmiya (大宮)                      | 00,0 | (JR East) (Tōbu-Linie) |
|        | Tetsudō-Hakubutsukan (鉄道博物館) | 01,5 |                        |
|        | Kamonomiya (加茂宮)               | 03,2 |                        |
|        | Higashi-Miyahara (東宮原)         | 04,0 |                        |
|        | Komba (今羽)                      | 04,8 |                        |
|        | Yoshinohara (吉野原)              | 05,6 |                        |
|        | Haraichi (原市)                   | 06,4 |                        |
|        | Shōnan (沼南)                     | 07,2 |                        |
|        | Maruyama (丸山)                   | 08,2 |                        |
|        | Shiku (志久)                      | 09,4 |                        |
|        | Ina-Chūō (伊奈中央)               | 10,5 |                        |
|        | Hanuki (羽貫)                     | 11,6 |                        |
|        | Uchijuku (内宿)                   | 12,7 |                        |

Betriebswerk und Zugdepot befinden sich nahe der Station Maruyama.

## Betrieb
Die Ina-Linie verkehrt täglich zwischen 6 Uhr und Mitternacht. Dabei wird werktags im Berufsverkehr alle 5 Minuten gefahren und tagsüber sowie abends bis 22 Uhr im 10-Minuten-Takt. In der Mittagszeit und am späteren Abend ist die Zugfolge auf 15 Minuten ausgedünnt. An Wochenenden und Feiertagen wird ganztägig im 10-Minuten-Takt gefahren, der mittags und ab 20 Uhr auf 15 Minuten ausgedünnt ist. Die Fahrzeit für die Gesamtstrecke beträgt 25 Minuten.
Eine Einzelfahrkarte für einen Erwachsenen (Person 12 Jahre oder älter) kostet für die Gesamtstrecke aktuell 360 Yen, umgerechnet 2,30 Euro (Stand: Dezember 2024). Es werden auch ermäßigte Monats-, Drei-Monats- und Halbjahreskarten angeboten. Die Bezahlung kann am Automaten bar, mit Karte oder kontaktlos mit PASMO- oder Suica-Karte erfolgen.
Zum Zeitpunkt der Eröffnung lag die Zahl der täglich beförderten Personen bei rund 10.000 Personen und bis zum Geschäftsjahr 2017 stieg diese Zahl auf über 50.000 Personen. Aufgrund der Auswirkungen der COVID-19-Pandemie über einen Zeitraum von drei Jahren ist die Zahl der pro Tag beförderten Personen deutlich zurückgegangen und obwohl sich der Pendelverkehr zur Arbeit und zur Schule seither erholt hat, ist die Situation noch nicht auf das Vor-Corona-Niveau zurückgekehrt.

### Unfälle
Am 16. Januar 2019 platzten am letzten Wagen (Nummer 2606) eines Zuges der Baureihe 2000 zwischen Kamonomiya und Tetsudō-Hakubutsukan zwei Reifen, sodass die Räder abrissen und der Zug entgleiste. Aufgrund dieses Unfalls wurden der Betrieb bis zum Nachmittag des folgenden Tages eingestellt und Schienenersatzverkehr mit Bussen eingerichtet. Als Reaktion auf den Unfall wurde am 21. Februar 2020 begonnen, bei den Fahrzeugen Reifendrucküberwachungsgeräte einzusetzen.

## Bildergalerie

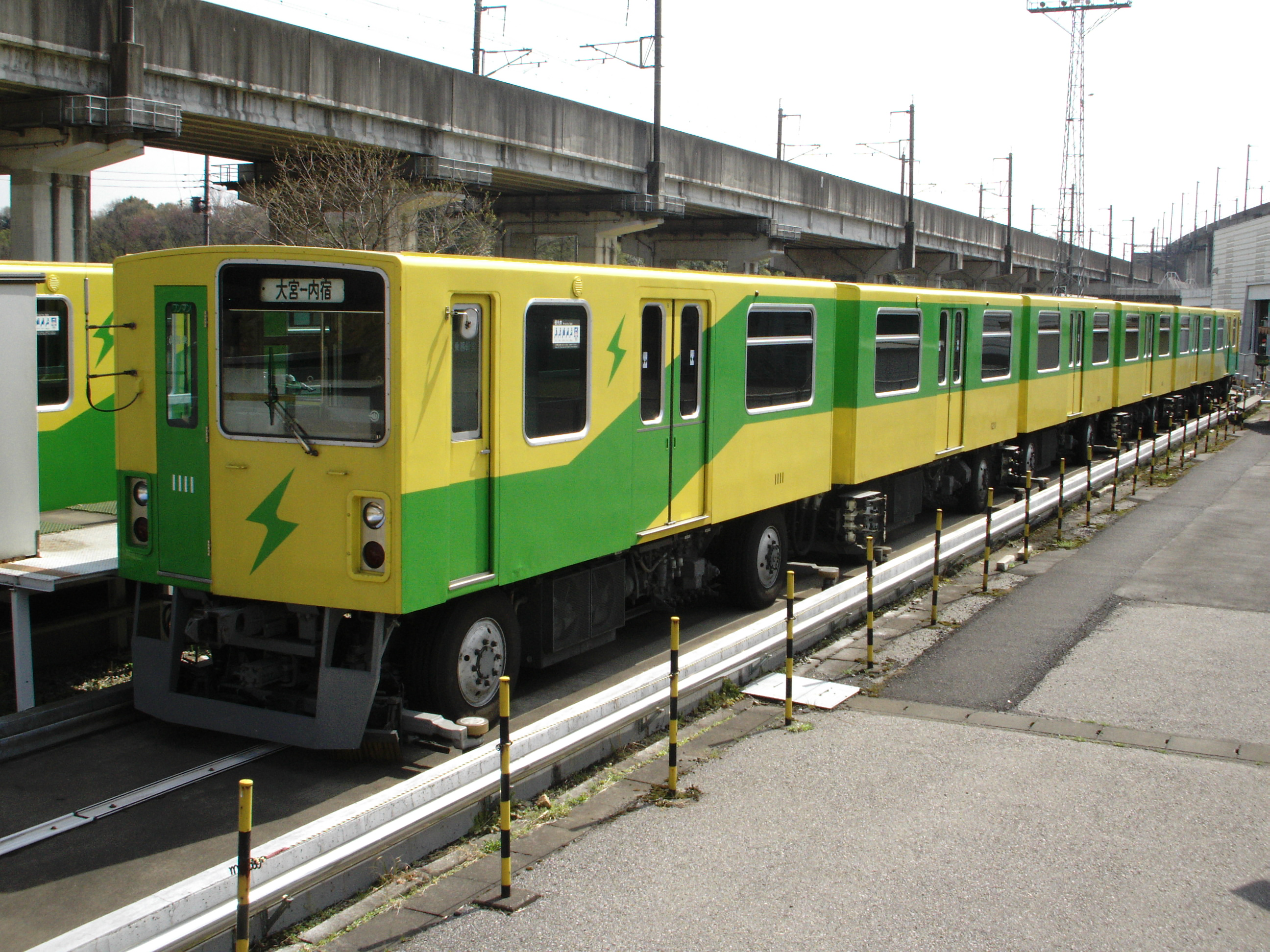
Die ursprüngliche Baureihe 1010 der Ina-Linie, Einheit 11 im Depot Maruyama (März 2007)
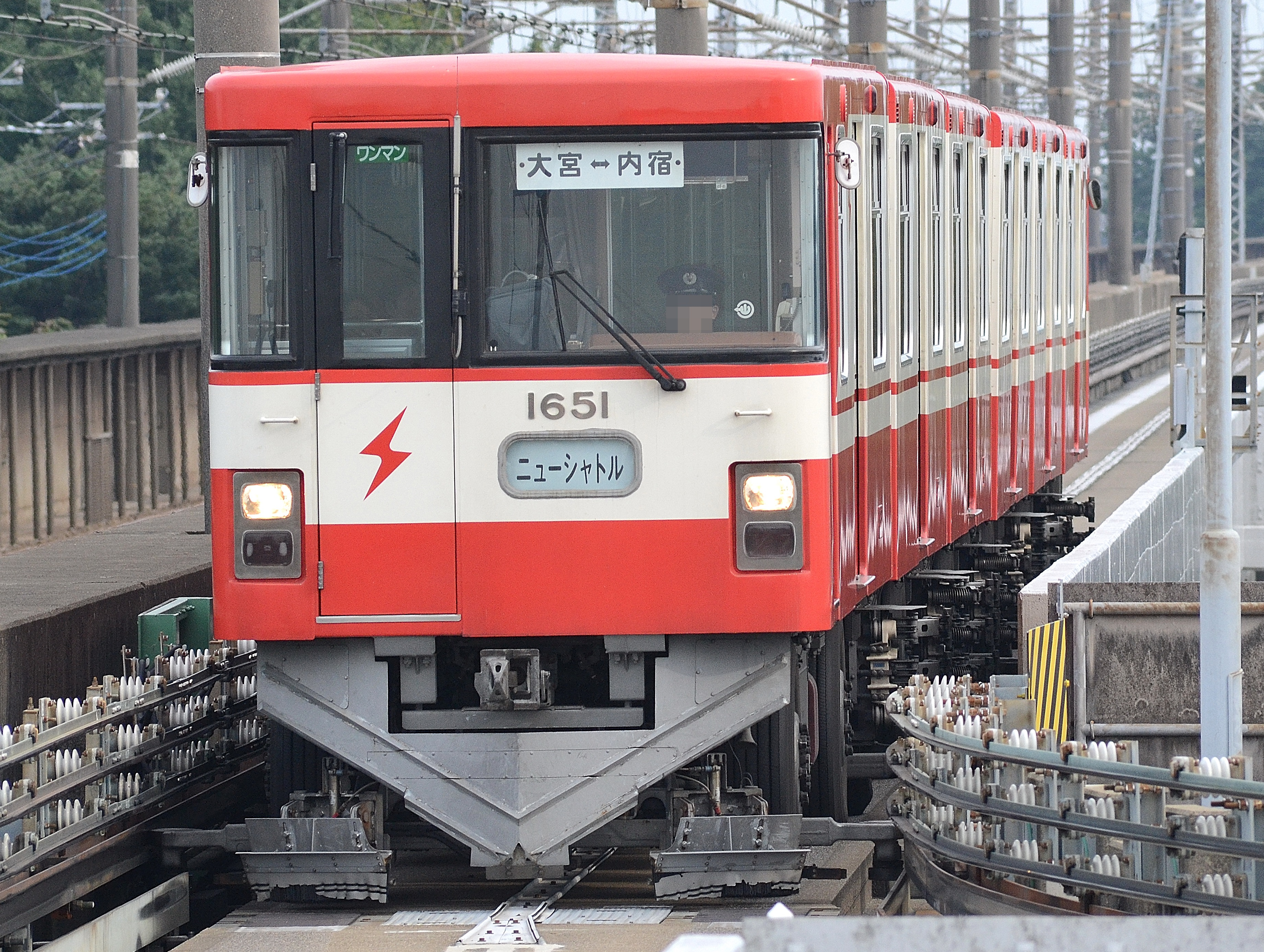
Einheit 51 der Baureihe 1050, in 2008 zur einjährigen Eröffnung des Eisenbahnmuseums umlackiert (April 2014)
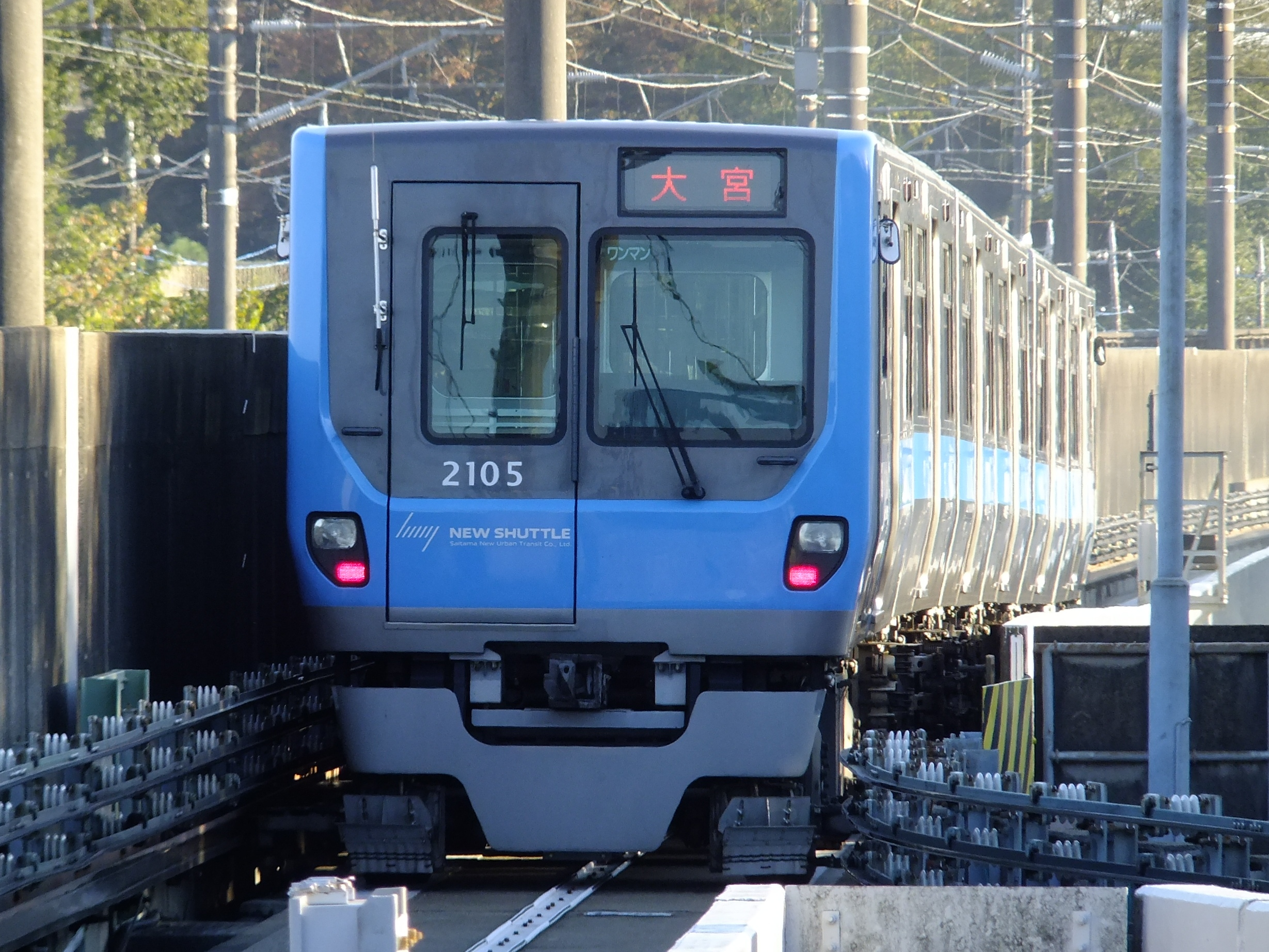
Einheit 05 der Baureihe 2000 bei Einfahrt in die Station Shiku (November 2015)
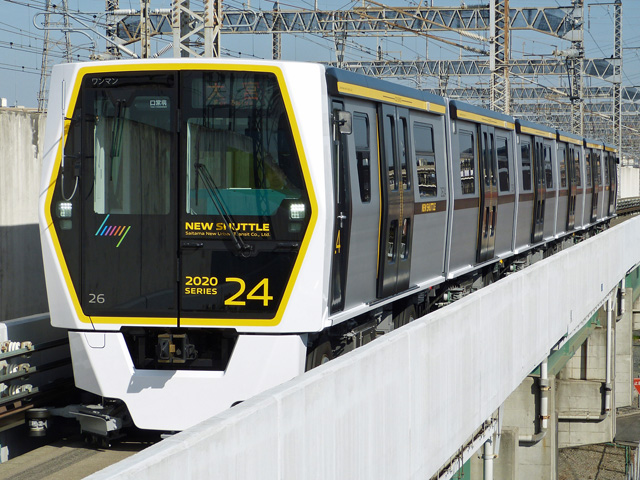
Einheit 24 der aktuellen Baureihe 2020 (Februar 2019)